# Mental As Anything
Mental As Anything är ett australiensiskt new wave-musik-band och poprockband som bildades i Sydney 1976. Dess mest populära sammansättning (som varade från 1977 till 1999) var Martin Plaza (födelsenamn Martin Murphy) på sång och gitarr; Reg Mombassa (födelsenamn Christopher O'Doherty) på sologitarr och sång, hans bror Peter "Yoga Dog" O'Doherty på basgitarr och sång, Wayne de Lisle (födelse namn David Twohill) på trummor, och Andrew "Greedy" Smith på sång, klaverinstrument och munspel. Deras ursprungliga hitlåtar genererades av Mombassa, O'Doherty, Plaza och Smith, antingen separat eller kollektivt.
Deras tio bästa australiensiska singlar är "If You Leave Me, Can I Come Too?" och "Too Many Times" (båda från 1981), "Live It Up" (1985) och "Rock and Roll Music" (1988). Internationellt nådde "Too Many Times" den kanadensiska topp 40 år 1982. De har bland annat gjort hitlåtarna "Live It Up" och "Big things in life". Låten "Live it up" var med i filmen Crocodile Dundee - en storviltjägare i New York. och "Live It Up" nådde topp nr 3 i Storbritannien, nr 4 i Norge, och No 6 i Tyskland, efter att den hade presenterats i den australiska filmen Crocodile Dundee – en storviltjägare i New York från 1986.
Alla de tidiga medlemmarna är bildkonstnärer och har gemensamma utställningar, och en del har haft egna utställningar med Mombassas konstverk, som också används som mönster av Mambo klädföretag. Majoriteten av gruppens skivomslag, affischer och videoklipp har designats och skapats av bandmedlemmarna eller deras samtida konstskolor. Den 27 augusti 2009 infördes Mental As Anything i Australian Recording Industry Association (ARIA) Hall of Fame tillsammans med Kev Carmody, The Dingoes, Little Pattie och John Paul Young. De flesta av de ursprungliga gruppmedlemmarna lämnade bandet under 2000-talet och Andrew "Greedy" Smith - den enda ursprungliga bandmedlemmen som fortfarande turnerade med Mental As Anything - dog den 2 december 2019, 63 år gammal, efter en hjärtinfarkt. Mental As Anything har inte varit aktiva sedan dess, och de har inte heller meddelat några framtida planer.

## Stil
Mental As Anything's musik kännetecknas av poppiga, tillgängliga och väl utformade melodier och texter, och deras verk visar en ironisk, satirisk och självförnekande humor. De är en typiskt "australisk" rockgrupp, med sin musik och sin satiriska bild i god tid djupt rotad i miljön i australiensisk förort, fast två viktiga medlemmar (bröderna O'Doherty) var invandrare från Nya Zeeland. Gruppens bakgrund och visuella designfärdigheter gjorde dem också pionjärer för musikvideoformen i Australien i slutet av 1970-talet och början av 1980-talet, och deras videor rankas som några av de roligaste och mest fantasifulla som producerats i Australien vid den tiden.

## Historia

### 1976–1979: Bildande och tidiga år
Gruppen bildades vid en konstskola i Sydney 1976 när Martin Murphy (Martin Plaza) träffade sin medstudent, Nya Zeelands födda, Chris O'Doherty (Reg Mombassa) vid Alexander Mackie College vid East Sydney Technical College, nu känd som National Artschool, stadens ledande konstskola. Duon fastnade snart i gitarristen och sångaren O'Dohertys Darlinghurst-lägenhet. Murphy, på gitarr och sång, tog in sin collegevän Steve Coburn (son till artisten, John Coburn) på basgitarr, medan en annan student, David Twohill (Wayne de Lisle), rekryterades till trummor.
De fick namnet Mental As Anything den 14 maj 1976, efter några tidiga festuppträdanden utan namn. Innan spelningen på en Chippendale Settlement Dance gav de arrangören, Paul Worstead, en lista med möjliga namn. Worstead valde Mental As Anything - vilket var hur medkonstnären Ken Bolton beskrev dem efter en av deras tidigare festföreställningar - och designade en medföljande affisch med en bild av en lastbil som hämtar en jättekål. Uttrycket "Mental As Anything" var i slutet av 1970-talet australiensisk slang för att vara galen, outlandish, eller ha extremt kul.
Senare 1976 gjorde en annan East Sydney Tech-student, Andrew Smith (Greedy Smith) gästspel med bandet på munspel medan han fortfarande var medlem i ett annat band, och vid årets slut hade Smith gått med på heltid och han spelade också klaverinstrument. Coburn lämnade det nyblivna bandet 1977 och Mombassas yngre bror Peter "Yoga Dog" O'Doherty gick med på basgitarr och fullbordade den "klassiska" line-up.  Den första föreställningen av den nya uppställningen var på National Art Schools Cell Block Theatre den 17 augusti, den dag då nyheterna om Elvis Presleys död nådde Australien. De spelade många Elvis-omslag och två originalsånger, tillsammans med sina vanliga uppsättningar av blues, rockabilly, countrymusik och 1960-tal, inklusive Roy Orbison och The Monkees. Bandet byggde upp en liveuppföljning i Sydney när de bodde på Unicorn Hotel i innerstaden Paddington på måndagar och Civic Hotel i CBD på torsdagar. På Unicorn Hotel var deras scen ovanpå biljardbordet för att frigöra golvyta.
Bandet utsågs av filmskaparna Cameron Allen och Martin Fabinyi, som grundade sitt eget oberoende skivbolag, Regular Records, i september 1978 till att spela in och släppa gruppens musik. Fabinyis bror Jeremy Fabinyi blev Mental As Anything’s chef. Deras debututgåva var en trespårig EP, Mental As Anything Plays at Your Party, i december. Den innehöll alla originalspår och är deras enda utgåva där Plaza och Mombassa hade sina ursprungliga namn, Martin Murphy respektive Chris O'Doherty. Sydneys radiostation Double Jay (nu Triple J), gav airplay till sitt mest populära spår, "The Nips Are Getting Bigger", en dryckessång skriven av Plaza, som visade på ett stilistiskt inflytande från den nya brittiska vågen. Strax efter EP-släppet tog den australiska delen av Festival Records över distributionen av Regular Records och släppte en remix av "The Nips Are Getting Bigger" som singel i juli 1979. Detta följdes 1 November bandets debutalbum, Get Wet, with Allen producing. Detta följdes den 1 november av bandets debutalbum Get Wet, med Allen som producent. Med stöd från den rikstäckande TV-popprogrammet Countdown blev "The Nips Are Bigger" gruppens första australiensiska Kent Music Report-topp 20 hit, och kom också nummer 1 på de brittiska alternativlistorna när de släpptes där av Virgin Records och är fortfaranmde en av gruppens mest populära låtar. Get Wet uppnådde en topp 20-position i Kent Music Report-albumdiagrammet.
När LP:n släpptes i november hade alla utom Peter O'Doherty antagit en pseudonym: Chris O'Doherty blev Reg Mombassa, Murphy blev Martin Plaza - hans namn kopierades från titeln på gågatan i centrala Sydney, även känd som Martin Place. Smiths glupska aptit såg honom kallad "girig" och Twohill blev Wayne "Bird" Delisle. Bandet avslutade sin första nationella turné i slutet av 1979 och stödde de brittiska rockarna Rockpile, med medlemmarna Dave Edmunds och Nick Lowe.

## 1980–1984: Framgång i Australien
Mental As Anything's nästa två singlar - Plaza's "Possible Theme for a Future TV Drama Series" (november 1979) och Mombassas "Egypt" (januari 1980) - nådde inte topp 50. Deras andra LP, Espresso Bongo, släppt i juli, namngavs efter Cliff Richard-filmen och den nådde topp 40. Deras fjärde singel, "Come Around", fick dem tillbaka till topp 20 i juni, och det följdes av en topp 30-hit med "(Just Like) Romeo and Juliet", ett optimistiskt omslag av 1964-hit av The Reflections, som en singel utan album i november 1980.
De fick en nationell hit nr 4 med Plazas "If You Leave Me Can I Come Too", släppt i maj 1981. Smith skrev uppföljningen "Too Many Times",  som blev en nr 6-hit. Den åtföljdes av en musikvideo som filmades vid havet vid en förot till Sydney, och gav Mental As Anything internationell uppmärksamhet genom att bli en topp 40-hit i Kanada i juli 1982, när de turnerade i Nordamerika till stöd för Men at Work.
Nästa singel, "Berserk Warriors" (december 1981), var en satirisk hyllning till Abba, även om den samtidiga utgåvan av pophiten "Swords of a Thousand Men" av det brittiska bandet Tenpole Tudor hindrade Mental As Anything från att förverkliga sin plan att göra en musikvideo med vikingtema för att marknadsföra den, även om de så småningom gjorde klippet som planerat och tog med det i sin efterföljande videoalbumkompilering. Alla singlar 1981 ingick på deras Bruce Brown och Russell Dunlop producerade Cats & Dogs, vilket blev deras största framgång hittills och nådde nr 3 nationellt. Mombassas "Let's Cook" (april 1982) var en enda radio singel. "Let's Cook" var också en MTV-video. Mental As Anythings medlemmar var också bildkonstnärer och höll sin första utställning av sina verk i maj. I juni, under sin turné i Australien, hörde Elvis Costello dem och producerade sin nästa singel "I Didn't Mean to Be Mean" (augusti 1982), skriven av Plaza.
Ett samlingsalbum, If You Leave Me, släpptes i september 1982 i USA och Men at Work, då på toppen av sin popularitet, hade anlitat Mental As Anything som förband på sin USA-turné. Peter O'Doherty skrev bandets nästa singel, den sentimentala "Close Again" (november), från deras fjärde album, Creatures of Leisure, släppt i april 1983 och producerat av Brown och Dunlop, som toppade på No 8. Det gav ytterligare två singlar, Smith och Mombassa-samarbetet "Spirit Got Lost" (mars), som åtföljdes av ett fantasifullt animerat videoklipp och Pete O'Dohertys "Brain Brain" (september). För att marknadsföra "Spirit Got Lost" framförde Mental As Anything singeln på Countdown med avsnittets regissör, Kris Noble, med en torrisfylld kista med en bandmedlem på grund av att dyka upp. Klagomål inifrån kistan ignorerades av Noble med "Det är bara ytterligare 30 sekunder", tills en besättningsmedlem kom ihåg att torris kan orsaka illamående, kvävning eller till och med död. Deras sista singel från 1983 var en cover av Roy Orbisons "Working for the Man" (november), producerad av Mark Moffatt och Ricky Fataar. Internationellt förändrades Creatures of Leisure för att släppa tre spår endast i Australien och ersätta dem med båda sidorna av singeln "Working for the Man".
Det tog ytterligare ett år innan deras nästa singel, Mombassa och Plaza's mörkt humoristiska julutgåva, "Apocalypso (Wiping the Smile off Santa's Face)" appeared in December 1984, dök upp i december 1984, vilket var en av de första australiensiska inspelningarna som remixades som en " "disco"-version. Den innovativa stop-motion-videon av B Sharp Productions för att marknadsföra "Apocalypso"delade senare priset" Best Promotional Video"- med INXS" Burn for You "av Richard Lowenstein - vid nedräkningen 1984 Utmärkelser som hölls 1985.